# Bouchabel
Bouchabel (franska: Bouchabel (CR), Bouchabel (Commune Rurale), arabiska: تيمحضيت) är en kommun i Marocko.   Den ligger i provinsen Taounate och regionen Fès-Meknès, i den nordöstra delen av landet, 170 km öster om huvudstaden Rabat. Antalet invånare är 16 652.